# Từ Lưu Bình
Từ Lưu Bình (tiếng Trung giản thể: 徐留平, bính âm Hán ngữ: Xú Liúpíng, sinh tháng 10 năm 1964, người Hán) là chuyên gia ô tô, doanh nhân, chính trị gia nước Cộng hòa Nhân dân Trung Hoa. Ông là Ủy viên dự khuyết Ủy ban Trung ương Đảng Cộng sản Trung Quốc khóa XX, hiện là Bí thư Đảng ủy, Chủ tịch Tập đoàn FAW. Ông từng là Tổng giám đốc Tập đoàn Trang bị vũ khí Trung Quốc; Chủ tịch Tập đoàn Ô tô Trường An.
Từ Lưu Bình là đảng viên Đảng Cộng sản Trung Quốc, học vị Cử nhân Hóa công, Tiến sĩ Khoa học quản lý, chức danh Cao cấp công trình sư cấp Nghiên cứu viên. Ông có sự nghiệp nghiên cứu khoa học kỹ thuật về chế tạo ô tô, lãnh đạo các xí nghiệp sản xuất ô tô Trung Quốc.

## Xuất thân và giáo dục
Từ Lưu Bình sinh vào tháng 10 năm 1964 tại huyện Dương Trung, nay là thành phố cấp huyện thuộc địa cấp thị Trấn Giang, tỉnh Giang Tô, Cộng hòa Nhân dân Trung Hoa. Ông lớn lên và tốt nghiệp cao trung ở Dương Trung, thi cao khảo vào năm 1981 và đỗ Học viện Hóa công Giang Tô, nay là Đại học Thường Châu, sang địa cấp thị này nhập học hệ hóa công hữu cơ của trường từ tháng 9 cùng năm và tốt nghiệp cử nhân chuyên ngành này vào tháng 7 năm 1985. Sau đó, ông lên thủ đô, theo học chương trình nghiên cứu sinh toàn thời gian về hóa công tinh chế ở hệ hóa công của Học viện Công nghiệp Bắc Kinh, nay là Đại học Công nghệ Bắc Kinh, nhận bằng thạc sĩ vào tháng 5 năm 1988. Những năm tiếp theo, ông là nghiên cứu sinh sau đại học ở trường Công nghệ Bắc Kinh về kỹ thuật và khoa học quản lý, trở thành tiến sĩ ở đây. Từ Lưu Bình được kết nạp Đảng Cộng sản Trung Quốc vào tháng 1 năm 1987 ở trường Công nghệ Bắc Kinh.

## Sự nghiệp
Tháng 6 năm 1988, sau 7 năm học liên tiếp, Từ Lưu Bình được nhận vào Tổng công ty Công nghiệp Vũ khí Trung Quốc, bắt đầu công việc của mình ở đây với vị trí công trình sư. Trong hơn 10 năm 1988–99, ông lần lượt là Phó Trưởng phòng của tổng công ty rồi được điều lên Ủy ban Công nghiệp và Khoa học Quốc phòng Quốc gia làm Trưởng phòng của một đơn vị thuộc Sảnh Văn phòng Ủy ban này trong một khoảng thời gian ngắn, đến cuối năm 1999, khi tổng công ty ban đầu của ông được tách và cải tổ thành Tập đoàn Công nghiệp Vũ khí Trung Quốc (Norinco), và Tập đoàn Trang bị vũ khí Trung Quốc (CSGC) thì ông được điều về CSGC làm Phó Chủ nhiệm bộ phận kế hoạch phát triển. Sau đó, ông lần lượt được thăng chức là chủ nhiệm, rồi chuyển vị trí làm Chủ nhiệm bộ phận ô tô. Ông dành nhiều thời gian trong giai đoạn này để nghiên cứu khoa học kỹ thuật và áp dụng cho sản xuất thực tế, được phong chức danh khoa học cao nhất của Trung Quốc là Cao cấp công trình sư cấp Nghiên cứu viên.
Năm 2001, Từ Lưu Bình được điều về Tây An làm Phó Giám đốc CSGC Trường An, đến tháng 11 năm 2005 thì trở lại trụ sở, nhậm chức Thành viên Đảng tổ, Phó Tổng giám đốc, kiêm nhiệm là Đồng sự chấp hành, Phó Tổng tài cấp cao của CSGC Holding ô tô, Bí thư Đảng ủy, Tổng tài Ô tô Trường An. Sang cuối năm 2017, ông là Chủ tịch Ô tô Trường An, công ty con của CSGC.
Tháng 10 năm 2013, Từ Lưu Bình được bổ nhiệm làm Tổng giám đốc Tập đoàn Trang bị vũ khí Trung Quốc. Giữ vị trí này được 4 năm cho đến ngày 2 tháng 8 năm 2017 thì ông chuyển sang Tập đoàn FAW, nhậm chức Bí thư Đảng ủy, Chủ tịch tập đoàn. Đầu năm 2018, ông ứng cử và trúng cử là đại biểu của Đại hội Đại biểu Nhân dân toàn quốc khóa XIII, nhiệm kỳ 2018–23, bên cạnh đó được bầu là Lý sự thường vụ của Hiệp hội Xí nghiệp gia Trung Quốc. Cuối năm 2022, ông tham gia Đại hội Đảng Cộng sản Trung Quốc lần thứ XX từ đoàn đại biểu xí nghiệp nhà nước. Trong quá trình bầu cử tại đại hội, ông tiếp tục được bầu là Ủy viên dự khuyết Ủy ban Trung ương Đảng Cộng sản Trung Quốc khóa XX.